# Cratere Ulugh Beigh
Ulugh Beigh è un cratere lunare di 57,04 km situato nella parte nord-occidentale della faccia visibile della Luna, così denominato in onore del sovrano, astronomo e matematico persiano Ulugh Bek, nipote di Tamerlano.